# Alberto Giraldo Jaramillo
Alberto Giraldo Jaramillo (Manizales, 7 de octubre de 1934-Pereira, 21 de julio de 2021) fue un sacerdote y arzobispo colombiano, que se desempeñó como obispo de Chiquinquirá, Cúcuta y octavo arzobispo de Popayán y Medellín.

## Biografía
Nació el 7 de octubre de 1934 en Manizales (Caldas), en el seno de una familia profundamente católica, sus padres, Luis Ángel Giraldo López (obrero) y Ana Rosa Jaramillo Ospina (Ama de casa); quienes tuvieron 14 hijos, cuatro de los cuales siguen la vida religiosa: Alberto, el mayor; Hernán, obispo emérito de Buga; Lucy, provincial de las Hermanas Franciscanas de María Inmaculada; y María Elena, también Franciscana.
Realizó sus estudios de primaria con los Hermanos Maristas en Manizales, y sus estudios de bachiller en el Seminario de esta ciudad, dirigido por los padres sulpicianos desde 1950. Allí mismo continuó sus estudios para el sacerdocio en el Seminario Mayor.

### Sacerdocio
Fue ordenado sacerdote en la ciudad de Manizales el 9 de noviembre de 1958, por Luis Concha Córdoba, después segundo cardenal de Colombia. En 1959 presto su servicio como vicario cooperador en Palestina.
En 1960 entra a la sociedad de San Sulpicio, y realizó sus estudios como licenciado en teología en la Universidad de Montreal en Canadá, y en 1962 el doctorado en la Universidad Pontificia de Santo Tomás de Aquino (Angelicum) de Roma. Más tarde fue profesor en el Seminario Mayor de Manizales entre 1963 y 1968, y después en el Seminario Mayor de Bogotá entre 1969 y 1974.

### Episcopado
Fue ordenado obispo el 15 de septiembre de 1974, en la capilla del seminario Mayor de Bogotá por el cardenal Aníbal Muñoz Duque y nombrado obispo auxiliar del arzobispo de Popayán, por Miguel Ángel Arce Vivas. Más tarde, el 26 de abril de 1977, el papa Pablo VI lo nombra primer obispo de Chiquinquirá; designado obispo de Cúcuta 1983 y por ocho meses administrador diocesano de Arauca después del asesinato del obispo Jesús Emilio Jaramillo.
El 18 de diciembre de 1990 fue designado arzobispo de Popayán y el 29 de junio de 1991 recibió el palio arzobispal de manos del papa Juan Pablo II en la Ciudad del Vaticano.
El 13 de febrero de 1997 fue trasladado a Medellín y tomó posesión el 19 de marzo. Recibió el palio también el 29 de junio de 1997 en Roma.
Fue presidente de la Conferencia Episcopal de Colombia desde julio de 1996 hasta julio de 2002 organismo en el que también se había desempeñado como vicepresidente durante seis años a partir de 1990. 
Fue también delegado por la Conferencia Episcopal para los Sínodos mundiales de 1977, 1987 y 1990 y delegado a las Conferencias Generales del Episcopado Latinoamericano en Puebla en 1979 y en Santo Domingo en 1992. 

### Retiro
En 2010 presentó su renuncia a su cargo de arzobispo metropolitano de Medellín al sumo pontífice Benedicto XVI, argumentando "Motivos de edad"; se nombró a Ricardo Tobón Restrepo como nuevo arzobispo de Medellín, quien se desempeñaba como obispo de la diócesis de Sonsón-Rionegro.
Alberto Giraldo Jaramillo se desempeñó durante la Semana Santa de 2010 como administrador apostólico de Medellín un cargo temporal antes de la posesión de su sucesor. Entre mayo de 2010 y el 21 de octubre del mismo año se desempeñó como administrador apostólico de la diócesis de Cartago (Colombia). En septiembre de 2012 fue nombrado por el papa Benedicto XVI como administrador apostólico de la diócesis de Armenia y el 2 de octubre del mismo año se posesionó en su nuevo cargo.

### Fallecimiento
Después de haber sido internado en la Unidad Hospitalaria San Jorge de Pereira falleció a los 86 años el 21 de julio de 2021 a las 15:40.
Se celebraron sus exequias en la Catedral de Cartago; sus restos mortales arribaron a Medellín la cual fuera su última sede episcopal el 23 de julio de 2021, allí en compañía de varios obispos y arzobispos se realizó la ceremonia exequial presididas por Ricardo Tobón Restrepo, fue inhumado en la Catedral Metropolitana de Medellín.